# Chertan
Chertan (Theta del Lleó / θ Leonis) és el sisè estel més brillant de la constel·lació del Lleó, amb magnitud aparent +3,33. Ocupa el lloc 243 entre els estels més brillants del cel nocturn.

## Noms
Situada en la part de darrere del lleó, Chertan també rep els noms de Chort i Coxa. Els noms Chertan i Chort procedeixen de l'àrab: Chertan de la paraula al-kharātān, «dues petites costelles», referint-se originàriament tant a Duhr (δ Leonis) com a l'estel que ens ocupa; i Chort, de la paraula al-kharāt o al-khurt, «petita costella». Per la seva banda, Coxa significa «maluc» en llatí. A la Xina era coneguda com a Tsze Seang, el segon ministre de l'estat.

## Característiques
Chertan és una estrella blanca de la seqüència principal de tipus espectral A2IV, similar a altres estels més familiars com a Sírius, Vega o Fomalhaut. A 165 anys llum de distància, ens sembla menys brillant que aquestes últimes en estar més allunyada. Té una temperatura de 9.250 K i una lluminositat equivalent a 120 sols. El seu radi és 4,3 vegades més gran que el radi solar. Encara que la seva velocitat de rotació —23 km/s— és molt major que la del Sol, gira molt més lentament que altres estels de la seva classe, i el seu període de rotació és inferior a nou dies. El telescopi espacial Spitzer ha detectat excés en l'infraroig a 24 μm i a 70 μm, probablement originat en un disc circumestel·lar de pols al voltant de l'estel.
Amb una edat aproximada de 450 milions d'anys, hom pensa que Chertan està entrant en la fase d'estrella subgegant. Té una metal·licitat —abundància relativa d'elements més pesants que l'heli— un 45% menor que la del Sol ([Fe/H] = -0,25). A més, és un exemple d'estel amb línies metàl·liques amb continguts d'elements químics molt diferents als solars. Així, és més pobre en elements lleugers com a calci i escandi, però més rica en elements pesants com ara ferro, bari i estronci.